# Peter Joseph von Lindpaintner

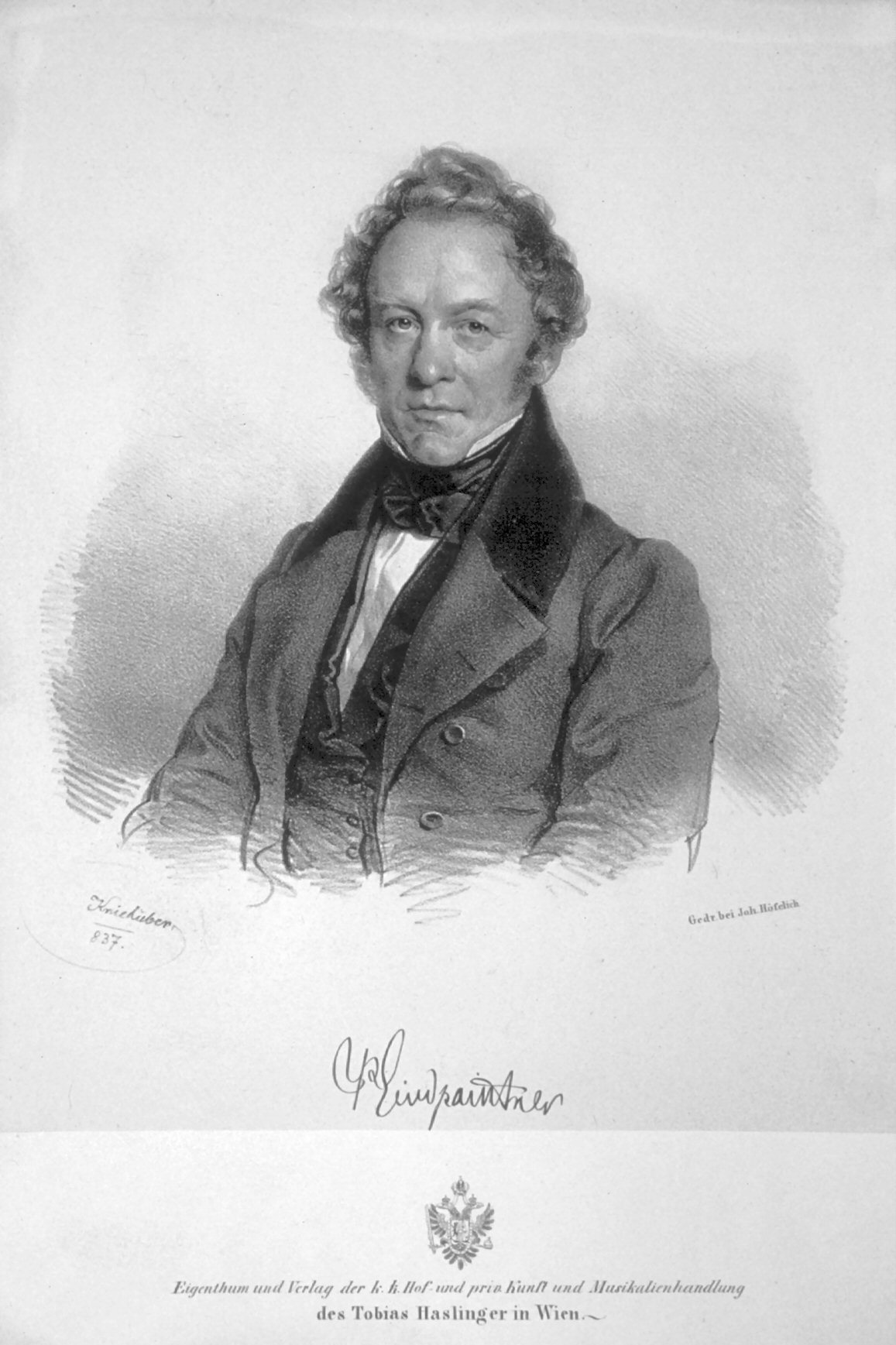
Peter Josef von Lindpaintner, Lithographie von Josef Kriehuber, 1837

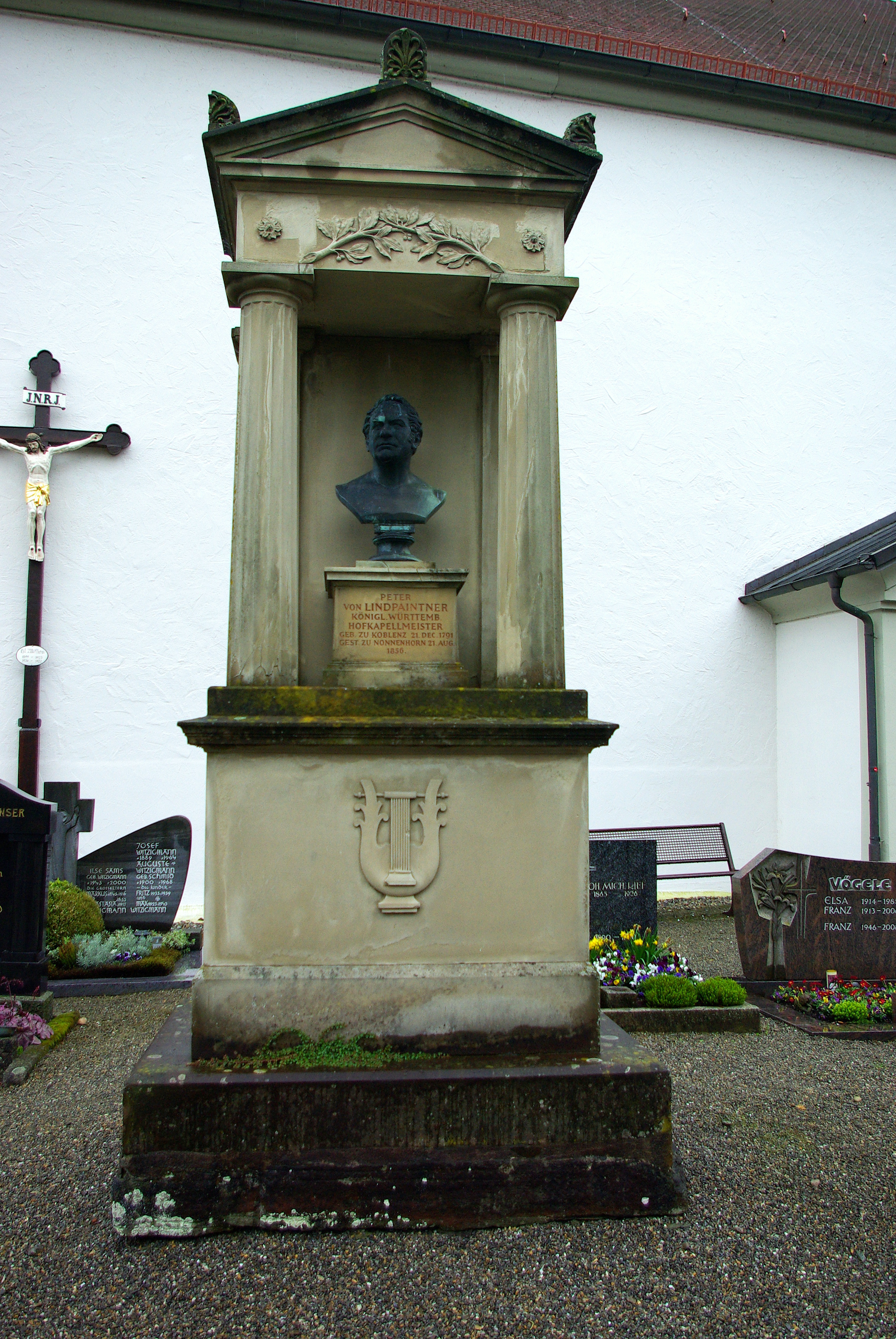
Grabmal von Peter von Lindpaintner (Friedhof bei der Sankt-Georgs-Kirche in Wasserburg am Bodensee)

Peter Joseph von Lindpaintner (* 8. Dezember 1791 in Koblenz; † 21. August 1856 in Nonnenhorn am Bodensee) war ein deutscher Komponist und Dirigent.

## Leben und Werk
Peter Joseph von Lindpaintner wuchs in Augsburg auf, wo er Schüler des Jesuitengymnasiums war. Nach Kompositionsstudien bei dem bayerischen Hofkapellmeister Peter von Winter in München wirkte er dort von 1812 bis 1819 als Musikdirektor am neu gegründeten Isartortheater, für das er seine erste Oper Demophoon komponierte. Danach war er bis zu seinem Tode Hofkapellmeister für König Wilhelm I. in Stuttgart.
Als Felix Mendelssohn Bartholdy Stuttgart im November 1831 besuchte, schrieb er wenig später in einem Brief an seinen Lehrer Carl Friedrich Zelter (15. Februar 1832): „Der Lindpaintner ist, glaub’ ich, jetzt der beste Orchesterdirigent in Deutschland; es ist, als wenn er mit seinem Tactstöckchen die ganze Musik spielte“.
Das Stuttgarter Opernorchester wurde in den Jahren seiner Leitung zu einem der wichtigsten Opernorchester in Deutschland. Größere Bekanntheit erlangte er vor allem durch seine Opern, von denen besonders Der Bergkönig (1825), Die Genueserin (1839, für das Kärntnertortheater in Wien) und Lichtenstein (UA am 26. August 1846 als „Vaterländisches Festspiel“ zur Wiedereröffnung des Stuttgarter Hoftheaters nach dem Umbau; Libretto: Franz Dingelstedt, nach dem gleichnamigen Roman von Wilhelm Hauff) beim Publikum sehr beliebt waren. Er schrieb eine Schauspielmusik zu Goethes Faust I mit einer großen Ouvertüre, Zwischenaktmusiken, Chören, Melodramen und Liedern; die Textbearbeitung stammte von Karl Seydelmann, der dabei Regie führte und die Rolle des Mephisto übernahm. Die Produktion war sehr erfolgreich, Musik und Textbearbeitung wurden ganz oder in Teilen nachweislich auch in Berlin, Braunschweig, Kassel, Detmold und München verwendet. Noch vor Giuseppe Verdi komponierte Lindpainter eine an Meyerbeers Hugenotten orientierte Oper über die Sizilianische Vesper, die 1843 uraufgeführt wurde (Libretto: Heribert Rau). Als weitere Vokalwerke stammen mehrere Oratorien (u. a. Der Jüngling von Nain), Messen und Lieder aus seiner Feder. Darüber hinaus komponierte Lindpaintner Symphonien, Ouvertüren, Konzerte, Kammermusik, Melodramen und Ballette.
Lindpaintner war Mitglied der Freimaurerloge Wilhelm zur aufgehenden Sonne in Stuttgart.

## Ehrungen
1844 wurde er mit dem Ritterkreuz des Ordens der Württembergischen Krone ausgezeichnet. Damit war der württembergische persönliche Adel (Nobilitierung) verbunden. In Stuttgart sind nach ihm die Lindpaintnerstraße und die gleichnamige Haltestelle der Stadtbahn Stuttgart (Linie U2) benannt.

## Dokumente
Briefe von Peter Joseph von Lindpaintner befinden sich im Bestand des Leipziger Musikverlages C. F. Peters im Staatsarchiv Leipzig sowie im Archiv des Mainzer Musikverlages B. Schott’s Söhne, heute aufbewahrt in der Berliner Staatsbibliothek und der Bayerischen Staatsbibliothek München.